# 岡山県第1区
岡山県第1区（おかやまけんだい1く）は、日本の衆議院議員総選挙における選挙区。1994年（平成6年）の公職選挙法改正で設置。

## 区域

### 現在の区域
2022年（令和4年）公職選挙法改正以降の区域は以下のとおりである。岡山市内では区の境界線により2区と調整したほか、3区および廃止となった5区の各一部が本区に編入された。
- 岡山市
  - 北区
- 備前市
- 赤磐市
- 和気郡
- 加賀郡

### 2022年以前の区域
2017年（平成29年）公職選挙法改正から2022年の小選挙区改定までの区域は以下のとおりである。
- 岡山市
  - 北区
    - 本庁管内（中原、祇園、後楽園、牟佐を除く）
    - 御津地域・建部地域の各支所管内

  - 南区（飽浦、北浦、郡、宮浦、阿津、小串及び旧灘崎町域を除く）
    - 本庁管内の青江6丁目、あけぼの町、泉田、泉田1〜5丁目、内尾、浦安西町、浦安本町、浦安南町、大福、海岸通1・2丁目、古新田、市場1・2丁目、下中野、新福1・2丁目、新保、洲崎1〜3丁目、妹尾、妹尾崎、曽根、立川町、築港栄町、築港新町1・2丁目、築港ひかり町、築港緑町1〜3丁目、築港元町、千鳥町、当新田、富浜町、豊成1〜3丁目、豊浜町、中畦、並木町1・2丁目、南輝1〜3丁目、西市、西畦、浜野1〜4丁目、東畦、平福1・2丁目、福島1〜4丁目、福田、福富中1・2丁目、福富西1〜3丁目、福富東1・2丁目、福成1〜3丁目、福浜町、福浜西町、福吉町、藤田、芳泉1〜4丁目、松浜町、万倍、箕島、三浜町1・2丁目、山田、米倉、若葉町
- 加賀郡
  - 吉備中央町（旧加茂川町域）
    - 本庁管内の広面、上加茂、下加茂、美原、加茂市場、高谷、平岡、上野、竹部、上田東、細田、三納谷、上田西、円城、案田、高富、神瀬、船津、小森
    - 井原出張所管内

2013年（平成25年）公職選挙法改正から2017年の小選挙区改定までの区域は以下のとおりである。
- 岡山市
  - 北区
    - 本庁管内（中原、祇園、後楽園、牟佐を除く）
    - 御津・建部の各支所管内

  - 南区（飽浦、北浦、郡、宮浦、阿津、小串及び旧灘崎町域を除く）
    - 青江6丁目、あけぼの町、泉田、泉田1〜5丁目、内尾、浦安西町、浦安本町、浦安南町、大福、海岸通1・2丁目、古新田、市場1・2丁目、下中野、新福1・2丁目、新保、洲崎1〜3丁目、妹尾、妹尾崎、曽根、立川町、築港栄町、築港新町1・2丁目、築港ひかり町、築港緑町1〜3丁目、築港元町、千鳥町、当新田、富浜町、豊成1〜3丁目、豊浜町、中畦、並木町1・2丁目、南輝1〜3丁目、西市、西畦、浜野1〜4丁目、東畦、平福1・2丁目、福島1〜4丁目、福田、福富中1・2丁目、福富西1〜3丁目、福富東1・2丁目、福成1〜3丁目、福浜町、福浜西町、福吉町、藤田、松浜町、万倍、箕島、三浜町1・2丁目、山田、米倉、若葉町
- 加賀郡
  - 吉備中央町（旧加茂川町域）
    - 本庁管内の広面、上加茂、下加茂、美原、加茂市場、高谷、平岡、上野、竹部、上田東、細田、三納谷、上田西、円城、案田、高富、神瀬、船津、小森
    - 井原出張所管内

2002年（平成14年）公職選挙法改正から2013年の小選挙区改定までの区域は以下のとおりである。
- 岡山市
  - 本庁管内の一部
    - 葵町、青江1〜6丁目、あけぼの町、旭本町、旭町、天瀬、天瀬南町、石関町、伊島北町、伊島町1〜3丁目、出石町1・2丁目、泉田、いずみ町、伊福町1〜4丁目、今1〜8丁目、今保、今村、岩井1・2丁目、岩井宮裏、岩田町、内山下1・2丁目、浦安西町、浦安本町、浦安南町、駅前町1・2丁目、駅元町、絵図町、大元1・2丁目、大元駅前、大元上町、岡町、奥田1・2丁目、奥田西町、奥田本町、奥田南町、御舟入町、表町1〜3丁目、海岸通1・2丁目、学南町1〜3丁目、春日町、金山寺、上中野1・2丁目、関西町、神田町1・2丁目、北方1〜4丁目、北長瀬、北長瀬表町1丁目、北長瀬本町、京橋町、京橋南町、京町、京山1・2丁目、久米、桑田町、厚生町1〜3丁目、岡南町1・2丁目、高野尻、国体町、寿町、幸町、鹿田町1・2丁目、鹿田本町、市場1・2丁目、島田本町1・2丁目、下石井1・2丁目、下伊福1・2丁目、下伊福上町、下伊福西町、下伊福本町、下内田町、下中野、下牧、宿、宿本町、昭和町、白石、白石西新町、白石東新町、新福1・2丁目、新保、新道、新屋敷町1〜3丁目、洲崎1〜3丁目、清輝橋1〜4丁目、清輝本町、清心町、船頭町、大安寺中町、大安寺西町、大安寺東町、大安寺南町1・2丁目、大学町、大供1〜3丁目、大供表町、大供本町、高柳西町、高柳東町、立川町、辰巳、田中、谷万成1・2丁目、玉柏、田町1・2丁目、築港栄町、築港新町1・2丁目、築港ひかり町、築港緑町1〜3丁目、築港元町、千鳥町、中央町、津倉町1・2丁目、津島、津島京町1〜3丁目、津島桑の木町、津島笹が瀬、津島中1〜3丁目、津島新野1・2丁目、津島西坂1〜3丁目、津島東1〜4丁目、津島福居1・2丁目、津島本町、津島南1・2丁目、天神町、問屋町、十日市中町、十日市西町、十日市東町、当新田、磨屋町、富田、富浜町、富町1・2丁目、豊成、豊成1〜3丁目、豊浜町、富田町1・2丁目、中井町1・2丁目、中山下1・2丁目、中島田町1・2丁目、中仙道、中牧、七日市西町、七日市東町、並木町1・2丁目、南輝1〜3丁目、西市、錦町、西崎1・2丁目、西崎本町、西島田町、西長瀬、西之町、西野山町、西古松、西古松1・2丁目、西古松西町、野田1〜5丁目、野田屋町1・2丁目、野殿西町、野殿東町、畑鮎、花尻、花尻あかね町、花尻ききょう町、花尻みどり町、浜野1〜4丁目、原、蕃山町、半田町、番町1・2丁目、東島田町1・2丁目、東中央町、東野山町、東古松、東古松1〜5丁目、東古松南町、日吉町、平田、平福1・2丁目、広瀬町、福島1〜4丁目、福田、福富中1・2丁目、福富西1〜3丁目、福富東1・2丁目、福成1〜3丁目、福浜町、福浜西町、福吉町、二日市町、舟橋町、兵団、平和町、法界院、奉還町1〜4丁目、本町、松浜町、丸の内1・2丁目、万成西町、万成東町、万倍、三門中町、三門西町、三門東町、南方1〜5丁目、南中央町、三野1〜3丁目、三野本町、三浜町1・2丁目、矢坂西町、矢坂東町、矢坂本町、柳町1・2丁目、山科町、大和町1・2丁目、弓之町、米倉、理大町、若葉町

  - 一宮・津高・高松・吉備・妹尾・福田・興除地域・足守・藤田の各支所管内
- 御津郡

1994年（平成6年）公職選挙法改正から2002年の小選挙区改定までの区域は以下のとおりである。
- 岡山市
  - 本庁管内の一部
    - 葵町、青江、あけぼの町、旭本町、旭町、天瀬、天瀬南町、石関町、伊島北町、伊島町1〜3丁目、出石町1・2丁目、泉田、いずみ町、伊福町1〜4丁目、今1〜8丁目、今保、今村、岩井1・2丁目、岩井宮裏、岩田町、内山下1・2丁目、浦安西町、浦安本町、浦安南町、駅前町1・2丁目、駅元町、絵図町、大元1・2丁目、大元駅前、大元上町、岡町、奥田、奥田1・2丁目、奥田西町、奥田本町、奥田南町、御舟入町、表町1〜3丁目、海岸通1・2丁目、学南町1〜3丁目、春日町、金山寺、上中野1・2丁目、関西町、神田町1・2丁目、北方1〜4丁目、北長瀬、北長瀬表町1丁目、北長瀬本町、京橋町、京橋南町、京町、京山1・2丁目、久米、桑田町、厚生町1〜3丁目、岡南町1・2丁目、高野尻、国体町、寿町、幸町、鹿田町1・2丁目、鹿田本町、市場1・2丁目、島田本町1・2丁目、下石井1・2丁目、下伊福1・2丁目、下伊福上町、下伊福西町、下伊福本町、下内田町、下中野、下牧、宿、宿本町、昭和町、白石、白石西新町、白石東新町、新福1・2丁目、新保、新道、新屋敷町1〜3丁目、洲崎1〜3丁目、清輝橋1〜4丁目、清輝本町、清心町、船頭町、大安寺中町、大安寺西町、大安寺東町、大安寺南町1・2丁目、大学町、大供1〜3丁目、大供表町、大供本町、高柳西町、高柳東町、立川町、辰巳、田中、谷万成1・2丁目、玉柏、田町1・2丁目、築港栄町、築港新町1・2丁目、築港ひかり町、築港緑町1〜3丁目、築港元町、千鳥町、中央町、津倉町1・2丁目、津島、津島京町1〜3丁目、津島桑の木町、津島笹が瀬、津島中1〜3丁目、津島新野1・2丁目、津島西坂1〜3丁目、津島東1〜4丁目、津島福居1・2丁目、津島本町、津島南1・2丁目、天神町、問屋町、十日市中町、十日市西町、十日市東町、当新田、磨屋町、富田、富浜町、富町1・2丁目、豊成、豊成1〜3丁目、豊浜町、富田町1・2丁目、中井町1・2丁目、中山下1・2丁目、中島田町1・2丁目、中仙道、中牧、七日市西町、七日市東町、並木町1・2丁目、南輝1〜3丁目、西市、錦町、西崎1・2丁目、西崎本町、西島田町、西長瀬、西之町、西野山町、西古松、西古松1・2丁目、西古松西町、野田1〜5丁目、野田屋町1・2丁目、野殿西町、野殿東町、畑鮎、花尻、花尻あかね町、花尻ききょう町、花尻みどり町、浜野1〜4丁目、原、蕃山町、半田町、番町1・2丁目、東島田町1・2丁目、東中央町、東野山町、東古松、東古松1〜5丁目、東古松南町、日吉町、平田、平福1・2丁目、広瀬町、福島1〜4丁目、福田、福富中1・2丁目、福富西1〜3丁目、福富東1・2丁目、福成1〜3丁目、福浜町、福浜西町、福吉町、二日市町、舟橋町、兵団、平和町、法界院、奉還町1〜4丁目、本町、松浜町、丸の内1・2丁目、万成西町、万成東町、万倍、三門中町、三門西町、三門東町、南方1〜5丁目、南中央町、三野、三野1〜3丁目、三野本町、三浜町1・2丁目、矢坂西町、矢坂東町、矢坂本町、柳町1・2丁目、山科町、大和町1・2丁目、弓之町、米倉、理大町、若葉町

  - 一宮・津高・高松・吉備・妹尾・福田・興除・足守・藤田の各支所管内
- 御津郡

## 歴史
県内きっての保守王国であり、小選挙区設置以降は自民党の逢沢一郎が閣僚経験こそないものの連続当選を重ねている。2009年の総選挙では、民主党の新人・高井崇志に約4000票差まで迫られ、辛うじて議席は守ったものの、初の比例復活を許すこととなった。なお第43回・第44回に民主党公認で立候補した菅源太郎は民主党代表経験者である（第43回時点では同在職し次の内閣総理大臣、後に内閣総理大臣就任）菅直人の長男だが、いずれの選挙でも逢沢に敗れている。

## 小選挙区選出議員
| 選挙名                 | 年     | 当選者   | 党派       |
| ---------------------- | ------ | -------- | ---------- |
| 第41回衆議院議員総選挙 | 1996年 | 逢沢一郎 | 自由民主党 |
| 第42回衆議院議員総選挙 | 2000年 | 逢沢一郎 | 自由民主党 |
| 第43回衆議院議員総選挙 | 2003年 | 逢沢一郎 | 自由民主党 |
| 第44回衆議院議員総選挙 | 2005年 | 逢沢一郎 | 自由民主党 |
| 第45回衆議院議員総選挙 | 2009年 | 逢沢一郎 | 自由民主党 |
| 第46回衆議院議員総選挙 | 2012年 | 逢沢一郎 | 自由民主党 |
| 第47回衆議院議員総選挙 | 2014年 | 逢沢一郎 | 自由民主党 |
| 第48回衆議院議員総選挙 | 2017年 | 逢沢一郎 | 自由民主党 |
| 第49回衆議院議員総選挙 | 2021年 | 逢沢一郎 | 自由民主党 |
| 第50回衆議院議員総選挙 | 2024年 | 逢沢一郎 | 自由民主党 |

## 選挙結果
時の内閣：第1次石破内閣 解散日：2024年10月9日 公示日：2024年10月15日
当日有権者数：32万4537人 最終投票率：51.14%（前回比：4.41%） （全国投票率：53.85%（2.08%））
| 当落 | 候補者名   | 年齢 | 所属党派     | 新旧 | 得票数   | 得票率 | 惜敗率 | 推薦・支持 | 重複 |
| ---- | ---------- | ---- | ------------ | ---- | -------- | ------ | ------ | ---------- | ---- |
| 当   | 逢沢一郎   | 70   | 自由民主党   | 前   | 67,710票 | 41.98% | ――     | 公明党推薦 | ○    |
|      | 原田謙介   | 38   | 立憲民主党   | 新   | 51,535票 | 31.95% | 76.11% |            | ○    |
|      | 佐々木雄司 | 54   | 国民民主党   | 新   | 22,152票 | 13.73% | 32.72% |            | ○    |
|      | 服部千秋   | 64   | 日本維新の会 | 新   | 11,094票 | 6.88%  | 16.38% |            | ○    |
|      | 住寄聡美   | 41   | 日本共産党   | 新   | 8,808票  | 5.46%  | 13.01% |            |      |

- 服部は第42回は自由連合公認で兵庫県第11区から立候補したが落選。

時の内閣：第1次岸田内閣 解散日：2021年10月14日 公示日：2021年10月19日
当日有権者数：36万4162人 最終投票率：46.73%（前回比：0.35%） （全国投票率：55.93%（2.25%））
| 当落 | 候補者名 | 年齢 | 所属党派   | 新旧 | 得票数   | 得票率 | 惜敗率 | 推薦・支持 | 重複 |
| ---- | -------- | ---- | ---------- | ---- | -------- | ------ | ------ | ---------- | ---- |
| 当   | 逢沢一郎 | 67   | 自由民主党 | 前   | 90,939票 | 54.97% | ――     | 公明党推薦 | ○    |
|      | 原田謙介 | 35   | 立憲民主党 | 新   | 65,499票 | 39.59% | 72.03% |            | ○    |
|      | 余江雪央 | 44   | 日本共産党 | 新   | 8,990票  | 5.43%  | 9.89%  |            |      |

- 余江は第50回は日本共産党公認で岡山県第2区から立候補したが落選。

時の内閣：第3次安倍第3次改造内閣 解散日：2017年9月28日 公示日：2017年10月10日
当日有権者数：36万3645人 最終投票率：46.38%（前回比：0.81%） （全国投票率：53.68%（1.02%））
| 当落 | 候補者名 | 年齢 | 所属党派   | 新旧 | 得票数   | 得票率 | 惜敗率 | 推薦・支持                                       | 重複 |
| ---- | -------- | ---- | ---------- | ---- | -------- | ------ | ------ | ------------------------------------------------ | ---- |
| 当   | 逢沢一郎 | 63   | 自由民主党 | 前   | 87,272票 | 52.71% | ――     | 公明党推薦                                       | ○    |
| 比当 | 高井崇志 | 48   | 立憲民主党 | 前   | 56,757票 | 34.28% | 65.03% | 日本共産党岡山県委員会、社会民主党岡山県連合推薦 | ○    |
|      | 蜂谷弘美 | 61   | 希望の党   | 新   | 21,551票 | 13.02% | 24.69% |                                                  | ○    |

- 高井は第49回はれいわ新選組公認で滋賀県第3区から立候補したが落選。第50回は埼玉県第13区から立候補し、比例復活当選。
- 蜂谷は2019年の岡山県議会議員選挙（岡山市北区・加賀郡選挙区）に無所属で立候補し当選。

時の内閣：第2次安倍改造内閣 解散日：2014年11月21日 公示日：2014年12月2日
当日有権者数：35万1645人 最終投票率：47.19% （全国投票率：52.66%（6.66%））
| 当落 | 候補者名 | 年齢 | 所属党派   | 新旧 | 得票数   | 得票率 | 惜敗率 | 推薦・支持 | 重複 |
| ---- | -------- | ---- | ---------- | ---- | -------- | ------ | ------ | ---------- | ---- |
| 当   | 逢沢一郎 | 60   | 自由民主党 | 前   | 90,059票 | 55.83% | ――     | 公明党推薦 | ○    |
| 比当 | 高井崇志 | 45   | 維新の党   | 元   | 56,135票 | 34.80% | 62.33% |            | ○    |
|      | 向谷千鳥 | 56   | 日本共産党 | 新   | 15,105票 | 9.36%  | 16.77% |            |      |

時の内閣：野田第3次改造内閣 解散日：2012年11月16日 公示日：2012年12月4日 （全国投票率：59.32%（9.96%））
| 当落 | 候補者名 | 年齢 | 所属党派   | 新旧 | 得票数    | 得票率 | 惜敗率 | 推薦・支持       | 重複 |
| ---- | -------- | ---- | ---------- | ---- | --------- | ------ | ------ | ---------------- | ---- |
| 当   | 逢沢一郎 | 58   | 自由民主党 | 前   | 100,960票 | 56.29% | ――     | 公明党推薦       | ○    |
|      | 高井崇志 | 43   | 民主党     | 前   | 41,258票  | 23.00% | 40.87% | 国民新党推薦     | ○    |
|      | 赤木正幸 | 37   | みんなの党 | 新   | 24,370票  | 13.59% | 24.14% | 日本維新の会推薦 | ○    |
|      | 垣内雄一 | 48   | 日本共産党 | 新   | 10,291票  | 5.74%  | 10.19% |                  |      |
|      | 安原園枝 | 50   | 幸福実現党 | 新   | 2,480票   | 1.38%  | 2.46%  |                  |      |

- 赤木は第49回衆議院議員総選挙に日本維新の会公認で兵庫4区から出馬し比例復活で当選。

時の内閣：麻生内閣 解散日：2009年7月21日 公示日：2009年8月18日 （全国投票率：69.28%（1.77%））
| 当落 | 候補者名 | 年齢 | 所属党派   | 新旧 | 得票数    | 得票率 | 惜敗率 | 推薦・支持   | 重複 |
| ---- | -------- | ---- | ---------- | ---- | --------- | ------ | ------ | ------------ | ---- |
| 当   | 逢沢一郎 | 55   | 自由民主党 | 前   | 110,345票 | 48.29% | ――     |              | ○    |
| 比当 | 高井崇志 | 39   | 民主党     | 新   | 106,269票 | 46.51% | 96.31% | 国民新党推薦 | ○    |
|      | 東毅     | 33   | 日本共産党 | 新   | 9,877票   | 4.32%  | 8.95%  |              |      |
|      | 安原園枝 | 47   | 幸福実現党 | 新   | 2,003票   | 0.88%  | 1.82%  |              |      |

時の内閣：第2次小泉改造内閣 解散日：2005年8月8日 公示日：2005年8月30日 （全国投票率：67.51%（7.65%））
| 当落 | 候補者名 | 年齢 | 所属党派   | 新旧 | 得票数    | 得票率 | 惜敗率 | 推薦・支持 | 重複 |
| ---- | -------- | ---- | ---------- | ---- | --------- | ------ | ------ | ---------- | ---- |
| 当   | 逢沢一郎 | 51   | 自由民主党 | 前   | 127,294票 | 60.82% | ――     |            | ○    |
|      | 菅源太郎 | 32   | 民主党     | 新   | 61,357票  | 29.31% | 48.20% |            | ○    |
|      | 植本完治 | 46   | 日本共産党 | 新   | 12,068票  | 5.77%  | 9.48%  |            |      |
|      | 福島捷美 | 67   | 社会民主党 | 新   | 8,590票   | 4.10%  | 6.75%  |            | ○    |

- 菅は2023年の武蔵野市議会議員補欠選挙に立憲民主党公認で立候補し当選。

時の内閣：第1次小泉第2次改造内閣 解散日：2003年10月10日 公示日：2003年10月28日 （全国投票率：59.86%（2.63%））
| 当落 | 候補者名 | 年齢 | 所属党派   | 新旧 | 得票数    | 得票率 | 惜敗率 | 推薦・支持 | 重複 |
| ---- | -------- | ---- | ---------- | ---- | --------- | ------ | ------ | ---------- | ---- |
| 当   | 逢沢一郎 | 49   | 自由民主党 | 前   | 102,318票 | 57.57% | ――     |            | ○    |
|      | 菅源太郎 | 31   | 民主党     | 新   | 63,463票  | 35.71% | 62.03% |            | ○    |
|      | 植本完治 | 44   | 日本共産党 | 新   | 11,951票  | 6.72%  | 11.68% |            |      |

時の内閣：第1次森内閣 解散日：2000年6月2日 公示日：2000年6月13日 （全国投票率：62.49%（2.84%））
| 当落 | 候補者名 | 年齢 | 所属党派   | 新旧 | 得票数    | 得票率 | 惜敗率 | 推薦・支持 | 重複 |
| ---- | -------- | ---- | ---------- | ---- | --------- | ------ | ------ | ---------- | ---- |
| 当   | 逢沢一郎 | 46   | 自由民主党 | 前   | 105,253票 | 57.32% | ――     |            | ○    |
|      | 河田英正 | 53   | 民主党     | 新   | 59,634票  | 32.48% | 56.66% |            | ○    |
|      | 垣内雄一 | 35   | 日本共産党 | 新   | 18,743票  | 10.21% | 17.81% |            |      |

時の内閣：第1次橋本内閣 解散日：1996年9月27日 公示日：1996年10月8日 （全国投票率：59.65%（8.11%））
| 当落 | 候補者名 | 年齢 | 所属党派   | 新旧 | 得票数    | 得票率 | 惜敗率 | 推薦・支持       | 重複 |
| ---- | -------- | ---- | ---------- | ---- | --------- | ------ | ------ | ---------------- | ---- |
| 当   | 逢沢一郎 | 42   | 自由民主党 | 前   | 116,639票 | 61.06% | ――     | 新党さきがけ推薦 | ○    |
|      | 日笠勝之 | 51   | 新進党     | 前   | 54,651票  | 28.61% | 46.85% |                  |      |
|      | 森脇久紀 | 33   | 日本共産党 | 新   | 19,743票  | 10.33% | 16.93% |                  |      |

- 日笠は第18回参議院議員通常選挙に比例区から出馬し、当選。